# Canton de Marcilly-le-Hayer
Le canton de Marcilly-le-Hayer est une ancienne division administrative française située dans le département de l'Aube en région Champagne-Ardenne.

## Géographie
Ce canton était organisé autour de Marcilly-le-Hayer dans l'arrondissement de Nogent-sur-Seine. 

## Histoire
Par le décret du 21 février 2014, le canton est supprimé à compter des élections départementales de mars 2015. Il est englobé dans le canton de Saint-Lyé, à l'exception des communes de Palis et Planty, rattachées à celui d'Aix-en-Othe.

## Représentation

### conseillers généraux de 1833 à 2015
| Période | Période          | Identité                                          | Étiquette                | Qualité |
| ------- | ---------------- | ------------------------------------------------- | ------------------------ | --- |
| 1833    | 1839             | Jean-Étienne Boisseau de Mellanville              |                          | Propriétaire à Marcilly-le-Hayer |
| 1839    | 1852             | Charles Athanase Baron Walckenaer                 |                          | Naturaliste Propriétaire à Quincey Ancien Préfet Ancien Maire du 5e arrondissement de Paris (1814)                                                                     |
| 1852    | 1858             | Claude Henry Fromant                              |                          | Ancien Sous-Préfet de Ploërmel et de Valognes propriétaire à Bercenay-le-Hayer                                                                                         |
| 1858    | 1871             | Louis Boisseau de Mellanville (fils de J.Etienne) |                          | Propriétaire à Marcilly-le-Hayer |
| 1871    | 1875 (démission) | Jacques Perret                                    |                          | Propriétaire à Pouy |
| 1875    | 1901             | Eugène Jeannerat                                  | Républicain              | Propriétaire - Maire de Pâlis |
| 1901    | 1916 (décès)     | Ludovic Dubois                                    | Rad.                     | Médecin à Marcilly-le-Hayer |
| 1916    | 1919             | siège vacant                                      |                          | |
| 1919    | 1940             | Jules Curié                                       | FR-URD                   | Médecin à Marcilly-le-Hayer, conseiller d'arrondissement |
|         |                  |                                                   |                          | |
| 1943    | 1945             | Jean Bossuat (1900-1975)                          | ?                        | Cultivateur Maire d'Avant-lès-Marcilly Nommé conseiller départemental en 1943                                                                                          |
|         |                  |                                                   |                          | |
| 1945    | 1959 (décès)     | Eugène Sévellec                                   | PRL puis DVD             | Médecin à Marcilly-le-Hayer |
| 1959    | 1992             | Bernard Laurent                                   | MRP puis CD puis UDF-CDS | Agriculteur Député (1958-1962) Sénateur (1981-1994) Président du Conseil général (1982-1990) Maire de Marigny-le-Châtel (1947-1983)                                    |
| 1992    | 2015             | Nicolas Juillet                                   | DVD                      | Exploitant agricole Maire de Saint-Lupien depuis 2001 Président de la communauté de communes des vallées de l'Orvin et de l'Ardusson Vice-président du Conseil général |

### Conseillers d'arrondissement (de 1833 à 1940)
Le canton de Marcilly avait deux conseillers d'arrondissement.
| Période                                  | Période      | Identité                      | Étiquette | Qualité |
| ---------------------------------------- | ------------ | ----------------------------- | --------- | --- |
| 1833                                     |              | Claude Dumay                  |           | Ancien militaire, propriétaire à Villadin                                                                   |
| 1833                                     | 1842         | M. Morin-Lamy                 |           | Juge de paix à Marcilly-le-Hayer                                                                            |
| 1842                                     |              | Louis Amand Jacob (1801-1870) |           | Propriétaire, juge de paix à Villenauxe                                                                     |
|                                          |              |                               |           | |
|                                          | 1887 (décès) | Simon Juchat (1807-1887)      |           | Charron à Fay-lès-Marcilly                                                                                  |
|                                          |              |                               |           | |
| 1907                                     |              | Jules Carré-Marnot            |           | Propriétaire, cultivateur, maire de Pâlis                                                                   |
|                                          |              |                               |           | |
| 24 déc. 1913                             | 1919         | Jules Curié                   | Droite    | Médecin à Marcilly-le-Hayer                                                                                 |
| 1919                                     |              | Paul Juchat                   |           | Agriculteur, maire de Courceroy                                                                             |
| 1940                                     |              |                               |           | Les conseils d'arrondissement ont été suspendus par la loi du 12 octobre 1940 et n'ont jamais été réactivés |
| Les données manquantes sont à compléter. |              |                               |           | |

## Composition
Le canton de Marcilly-le-Hayer regroupait vingt-deux communes et comptait 6 868 habitants, selon le recensement de 2009 (population municipale).
| Communes             | Population (2012) | Code postal | Code Insee |
| -------------------- | ----------------- | ----------- | ---------- |
| Avant-lès-Marcilly   | 467               | 10400       | 10020      |
| Avon-la-Pèze         | 166               | 10290       | 10023      |
| Bercenay-le-Hayer    | 141               | 10290       | 10038      |
| Bourdenay            | 106               | 10290       | 10054      |
| Charmoy              | 59                | 10290       | 10085      |
| Dierrey-Saint-Julien | 246               | 10190       | 10124      |
| Dierrey-Saint-Pierre | 187               | 10190       | 10125      |
| Échemines            | 83                | 10350       | 10134      |
| Faux-Villecerf       | 227               | 10290       | 10145      |
| Fay-lès-Marcilly     | 102               | 10290       | 10146      |
| Marcilly-le-Hayer    | 677               | 10290       | 10223      |
| Marigny-le-Châtel    | 1 549             | 10350       | 10224      |
| Mesnil-Saint-Loup    | 539               | 10190       | 10237      |
| Palis                | 602               | 10190       | 10277      |
| Planty               | 180               | 10160       | 10290      |
| Pouy-sur-Vannes      | 142               | 10290       | 10301      |
| Prunay-Belleville    | 229               | 10350       | 10308      |
| Rigny-la-Nonneuse    | 134               | 10290       | 10318      |
| Saint-Flavy          | 250               | 10350       | 10339      |
| Saint-Lupien         | 232               | 10350       | 10348      |
| Trancault            | 202               | 10290       | 10383      |
| Villadin             | 141               | 10290       | 10410      |

## Démographie
| 1962  | 1968  | 1975  | 1982  | 1990  | 1999  | 2006  | 2011  | 2012  |
| ----- | ----- | ----- | ----- | ----- | ----- | ----- | ----- | ----- |
| 5 886 | 5 661 | 5 484 | 5 743 | 6 143 | 6 362 | 6 661 | 7 069 | 7 157 |